# Red Cliff (Film)
Red Cliff ist ein chinesischer Monumentalfilm von Regisseur John Woo. Der Film entstand im Jahr 2008 und spielt im Jahre 208 n. Chr. zur Zeit der drei Reiche.
In Asien erschien der Film in zwei Teilen im Kino. Der erste Teil erschien im Juli 2008, der zweite im Januar 2009. In Deutschland kam er nicht in die Kinos, sondern erschien im November 2009 in einem stark gekürzten Zusammenschnitt beider Teile auf DVD und Blu-ray. Mit einem Budget von ungefähr 80 Millionen US-Dollar ist Red Cliff der aktuell teuerste asiatische Film. Der erste Teil spielte in Asien 124 Millionen US-Dollar ein und brach in der Volksrepublik China das Einspielrekordergebnis von Titanic.

## Handlung
Der Premierminister Cao Cao, der im Nordreich die eigentliche Macht an sich gerissen hat, bringt den Kaiser Xian dazu, Shu und Wu den Krieg zu erklären. Mit einem 800.000 Mann starken Heer zieht er los, um die beiden Reiche zu vernichten. Zhuge Liang, enger Berater und Stratege Liu Beis, des Königs von Shu, führt durch geschickte Diplomatie eine Allianz der beiden Reiche herbei. Der junge Sun Quan und der erfahrene Liu Bei stellen sich dem Feind nun am Roten Felsen. Durch Zhuge Liangs Fähigkeit, Cao Cao einzuschätzen, erringen die Verbündeten einen Sieg gegen das Reiterheer des Premierministers. Infolgedessen verlegt sich dieser nun auf die Taktik eines Schiffskampfes, obwohl seine Soldaten in großer Zahl seekrank werden. Schließlich bricht sogar eine Typhus-Epidemie in Cao Caos Lager aus. Hinterhältig lässt der Minister die Toten über den Fluss ins Lager der Feinde schicken, wo die Krankheit ebenfalls ausbricht. Liu Bei sieht seine Truppen so stark dezimiert, dass er abzieht. Lediglich sein Berater Zhuge Liang bleibt bei Sun Quan.
Um den knappen Pfeilvorrat aufzustocken und gleichzeitig den des Gegners zu reduzieren, lässt Zhuge Liang etliche Schiffe mit Stroh auspolstern und segelt im Nebel hinaus auf den Fluss. Knapp außer Sichtweite von Cao Caos Truppen macht die Besatzung mit Trommeln und ineffektiven Pfeilsalven auf sich aufmerksam. Cao Caos General schluckt den Köder und lässt zurückfeuern, die Pfeile bleiben jedoch im Stroh stecken und werden nun von Sun Quans Truppen wiederverwendet.
In der Nacht, in der Cao Caos finaler Angriff erwartet wird, weht der Wind aus Cao Caos Richtung, sodass dieser das Feuer zu seinem Vorteil nutzen könnte. Zhuge Liang, der das Verhalten des Wetters genau studiert hat, sagt einen Wechsel der Windrichtung für zwei Uhr nachts voraus. Um den Angriff so lange hinauszuzögern, begibt sich Zhou Yus Frau Xiao Qiao zu Cao Cao, der sie seit seiner Jugendzeit verehrt, und trinkt mit ihm Tee. Als Cao Cao die List bemerkt, ist es bereits zu spät, und der Wind hat gedreht. Cao Caos Schiffe, mit Holzplanken verbunden, um das Schaukeln zu unterbinden, erweisen sich nun als Hindernis, da sie manövrierunfähig sind. Sun Quans Flotte setzt die mit Schwefel beladenen Schiffe in Brand. Währenddessen attackiert Liu Bei, dessen Abzug nur eine Finte war, Cao Caos Lager vom Land her. Der Premierminister wird zurückgedrängt und muss sich letztendlich ergeben.

## Kritik
Das Lexikon des internationalen Films urteilte, bei dem Film handle es sich um „nahezu klassisches Kino der alten chinesischen Schule, wobei die Tempowechsel zwischen Action und nahezu kontemplativen Szenen wohl überlegt austariert sind.“

## Bemerkungen
- Der Film wurde elfmal ausgezeichnet und weitere sechsmal für Preise nominiert. Allein fünfmal erhielt er den Hong Kong Film Award. Bei den „3rd Asian Film Awards“ gewann er den Preis für die besten Spezialeffekte.
- Wie das Lexikon des Internationalen Films schreibt, ist der Film ein „Wendepunkt in der Bio- und Filmografie von John Woo, der nach 15 Jahren in den USA in seine Heimat zurückkehrte.“[4]
- Vielfach wurde von Fans und Kritikern die Tatsache beanstandet, dass das ursprünglich zweiteilige Filmwerk für das westliche Publikum um fast die Hälfte gekürzt und zu einem Film zusammengeschnitten wurde, was zu unlogischen Handlungssträngen und fehlenden Hintergründen führte.